# 假漣紋青灰蝶
假漣紋青灰蝶（學名：Tajuria illurgioides），是灰蝶科的一種蝴蝶。分佈範圍包括印度西北部至緬甸、泰國北部、寮國、越南北部。